# Apoboleus sudanensis
Apoboleus sudanensis är en insektsart som beskrevs av Vitaly Michailovitsh Dirsh 1952. Apoboleus sudanensis ingår i släktet Apoboleus och familjen gräshoppor. Inga underarter finns listade i Catalogue of Life.